# Campeonato Europeu de Futebol Sub-21 de 2009
O Campeonato Europeu de Futebol Sub-21 de 2009 foi a 17.ª edição da prova organizada pela UEFA. A competição reverte para um formato de dois anos, após a competição ocorrida em 2007, permitindo a organização da prova em anos ímpares.
A Suécia é a organizadora do torneio, em Junho de 2009. Como tal, a sua selecção foi dispensada da participação da fase de apuramento. 51 das 52 nações inscritas na UEFA, incluindo a Sérvia e o Montenegro (que participaram separadamente pela primeira vez), passaram por uma série de qualificações para se apurarem sete selecções que se juntaram à selecção anfitriã. A selecção de sub-21 de Andorra não participa nas qualificações.
Os jogadores nascidos a ou após 1 de Janeiro de 1986, são elegíveis para participarem nesta competição.

## Qualificação

### Grupos de qualificação
As 51 nações ficaram divididas em 10 grupos de qualificação, com os jogos de grupo marcados para o período de 31 de Maio de 2007 até 10 de Setembro de 2008. O sorteio para a fase de qualificação foi efectuado a 13 de Fevereiro de 2007, em Estocolmo, na Suécia.
| Grupo 1                                              | Grupo 2                                        | Grupo 3                                         | Grupo 4                                    | Grupo 5                                                |
| ---------------------------------------------------- | ---------------------------------------------- | ----------------------------------------------- | ------------------------------------------ | ------------------------------------------------------ |
| Itália Croácia Grécia Albânia Azerbaijão Ilhas Faroé | Tchéquia Ucrânia Turquia Armênia Liechtenstein | Portugal Inglaterra Bulgária Irlanda Montenegro | Espanha Rússia Polónia Geórgia Cazaquistão | Países Baixos Suíça Noruega Macedônia do Norte Estónia |

| Grupo 6                                        | Grupo 7                                    | Grupo 8                                        | Grupo 9                                              | Grupo 10                                                |
| ---------------------------------------------- | ------------------------------------------ | ---------------------------------------------- | ---------------------------------------------------- | ------------------------------------------------------- |
| Dinamarca Eslovênia Lituânia Finlândia Escócia | Bélgica Eslováquia Islândia Áustria Chipre | Sérvia Hungria Bielorrússia Letónia San Marino | Alemanha Israel Moldávia Irlanda do Norte Luxemburgo | França Romênia Bósnia e Herzegovina País de Gales Malta |

### Play-offs
Os 10 vencedores de cada grupo e os quatro melhores segundos classificados jogaram os play-offs para determinar quais as sete nações qualificadas. Os jogos do play-offs realizaram-se em Outubro de 2008.